# Buque madre de submarinos Araucano
El buque nodriza de submarinos Araucano fue una nave mandada a construir en Inglaterra por la Armada de Chile en 1929 junto con seis destructores y tres submarinos.

## Historia
Un buque nodriza de submarinos es un tipo de buque que abastece y apoya a los submarinos. Los submarinos son pequeñas en comparación con la mayoría de los buques oceánicos, y por lo general no tienen la capacidad de transportar grandes cantidades de alimentos, combustible, torpedos y otros suministros, ni para llevar una completa gama de equipos de mantenimiento y de personal. El buque madre lleva todo esto y, o bien se encuentra con los submarinos en alta mar para abastecerlos o presta estos servicios mientras está atracado en un puerto cerca de la zona donde los submarinos están operando. En algunas marinas, los buques madre fueron equipados con talleres de mantenimiento y habitabilidad para las tripulaciones de refresco de los submarinos.
En la Armada de Chile se les denomina BMS: Buque madre de submarinos, en la Marina de los Estados Unidos, se les considera naves auxiliares con clasificación de casco "AS" y en la Royal Navy se les denomina buque de abastecimiento de submarinos.
El BMS Araucano fue construido por Vickers Armstrong Ltd. en Barrow in Furness, Inglaterra, fue botado el 22 de octubre de 1929. Zarpó de Inglaterra el 1 de mayo de 1930 para arribar a Valparaíso el 24 de junio de 1930 junto con los Submarinos Tipo "O" Simpson, Thompson y O'Brien.

## Servicio en la Armada de Chile
- 1930 Llegó a Chile el 24 de junio.
- 1959 Fue retirado del servicio activo el 1 de enero.
- 1962 Fue dado de baja según D.S.N°313 del 7 de marzo.
- 1963 Enajenado conforme a la Ley n.º 15.612 de 30 de enero a la Compañía de Acero del Pacífico.